# Theodor Grusenberg
Theodor Grusenberg, auch Grußenberg (* 27. September 1651 in Geismar (Göttingen); † 3. März 1699 in Goslar) war ein deutscher Altphilologe und lutherischer Theologe.

## Leben
Grusenberg wurde nach dem Studium in Straßburg 1676 Professor der griechischen und hebräischen Sprache am Pädagogium in Göttingen, 1683 Konrektor, 1690 Rektor in Wismar, 1695 Rektor an der Schule in Goslar. 1698 wurde er Pastor an der Frankenberger Kirche in Goslar.

## Werke
- Ōdē Makaristikē, seu Epicedium in Obitum placidum & beatum Nobilissimæ & Piissimæ Matronæ Catharinæ Ripenhusen/ Viri … Cyriaci Barthels JCti, Consulis quondam Reip. Gottingensis meritissimi, pòst Præfecti Moringensis B. M. Viduæ Relictæ, Cujus Corpus in æde D. Joannis sinui terræ mandatum VI. Martii M DCLXXVIII (1678)